# Feyzulla Mirzə Qacar

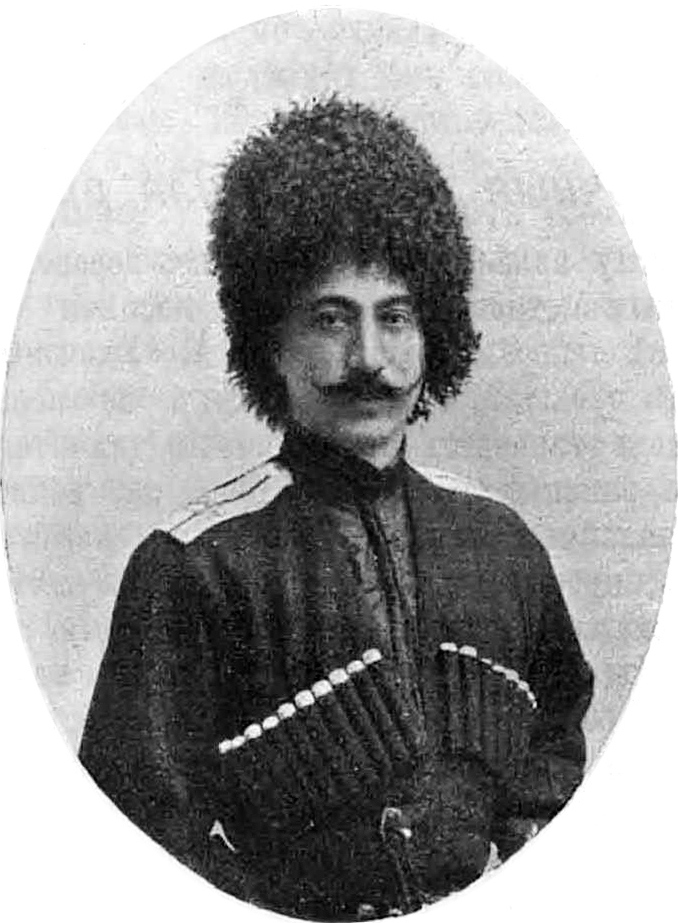
Feyzulla Mirzə Qacar

Feyzulla Mirzə Qacar (eingedeutscht Fejsulla Mirsa Qadschar; * 15. Dezember 1872 in Şuşa, Gouvernement Elisawetpol, Russisches Kaiserreich; † 1920 auf der Insel Nargin, heute Böyük Zirə, nahe Baku, Sowjetaserbaidschan) war ein Generalmajor der Kaiserlich Russischen Armee und einer der Befehlshaber der Streitkräfte der Demokratischen Republik Aserbaidschan (DRA). 

## Leben
Qacar war in eine angesehene Offiziersfamilie aus Şuşa hineingeboren. Sein Vater Schafi Khan Qadschar stammte von den Kadscharen, einer türkischstämmigen iranischen Herrscherdynastie im 19. Jahrhundert. Er machte in der Zarenarmee eine erfolgreiche Militärlaufbahn und stieg bis zum Generalmajor auf.
Die Offizierskarriere von Feyzulla Qacar begann 1891 in der Nikolajewski Kavallerieschule in Sankt Petersburg. Diese Einrichtung schloss er 1893 als Kornett ab und wurde dem 16. Dragonerregiment in Twer zugewiesen, wo er 6 Jahre diente. 1899 wurde er zum Porutschik, vier Jahre später zum Stabskapitän befördert.
Mit Beginn des Russisch-Japanischen Krieges 1904 wurde Qacar in den Reihen des Dagestanischen Kavallerieregiments, das von Hüseyn Xan Naxçıvanski angeführt wurde, ins Einsatzgebiet verlegt. Bei der Schlacht von Sandepu im Januar 1905 wurde er am rechten Bein schwer verletzt. Für seine Tapferkeit in diesem Krieg wurde Qacar mehrmals ausgezeichnet, unter anderem mit dem Heiligen Anneorden der 4. und 3. Klassen sowie dem Sankt-Stanislaus-Orden der 3. Klasse
Im März 1906 wurde er zum Dragonerregiment in Twer zurückbeordert. Im August 1912 rückte Qacar zum Oberstleutnant und wurde ein halbes Jahr später per kaiserlichen Befehl zum 10. Nowgoroder Dragonerregiment in die Stadt Obojan (Oblast Kursk) entsandt. 
Nach dem Ausbruch des Ersten Weltkrieges wurde Qacar Ende November 1914 nach Lwiw abkommandiert und dort als Kommandeur des tschetschenischen Kavallerieregiments der Kaukasischen Kavalleriedivision (genannt Wilde Division) an den Kämpfen an der südwestlichen Front teilgenommen. Für seine Standhaftigkeit wurde er im Januar 1915 zum Oberst befördert und mit dem Sankt-Stanislaus-Orden der 2. Klasse ausgezeichnet. Im Oktober 1915 erhielt er eine weitere Auszeichnung, den Russischen Orden des Heiligen Georg. 
Bei einem heftigen Gefecht im Dezember 1916 im rumänischen Dorf Wali-Saltschi zog sich Qacar schwere Verletzungen zu. Wenigen Monate nach der Genesung kehrte er an die Front zurück. Im Mai 1917 wurde Qacar, mittlerweile im Rang eines Generalmajors, vom General der Infanterie Lawr Georgijewitsch Kornilow zum Befehlshaber der Wilden Division ernannt.
Nach der Auflösung der Zarenarmee kehrte Qacar nach Aserbaidschan zurück. Mit der Formation der Kaukasisch-Islamischen Armee im Juni 1918, die von Nuri Pascha befehligt wurde, berief man Qacar zum Kavallerieinspekteur der neuen Einheiten. Im Dezember 1918 wurde er zum Befehlshaber der Kavalleriedivision der aserbaidschanischen Streitkräfte ernannt. Der Kriegsminister des Landes Səməd bəy Mehmandarov machte ihn außerdem zum Garnisonsleiter der Truppen in der Stadt Gəncə. 
Nach dem Untergang der DRA am 20. April 1920 kam es zu einem antisowjetischen Aufstand der Garnisonstruppen in Gəncə, an dem sich auch Qacar aktiv beteiligt hat. Nach der gewaltsamen Niederschlagung wurde er mit vielen weiteren Anführern der Revolte festgenommen und auf der Insel Nargin nahe Baku erschossen.